# Chlöe Howl
Chlöe Howl (* 4. März 1995; eigentlich Chlöe Louise Howells) ist eine britische Popsängerin aus Maidenhead, die 2014 einen kurzzeitigen Erfolg in England hatte.

## Biografie
Chlöe Howls Karriere begann vielversprechend. Mit 16 Jahren verließ sie die Schule mit einem großen Plattenvertrag mit Columbia. Ihre erste Single No Strings bekam 2012 bereits viel Beachtung und wurde in den Soundtrack des Films Kick-Ass 2 aufgenommen. Auch die EP Rumour ein Jahr später wurde positiv aufgenommen. Howl wurde als Support von Bastille und Alex Clare engagiert und hatte die Möglichkeit mit renommierten Produzenten wie Eg White und Richard X zusammenzuarbeiten. In Erwartung ihres Debütalbums wurde sie in die BBC-Liste Sound of 2014 aufgenommen und bei den BRIT Awards in der Kategorie Critics’ Choice nominiert.
Rumour wurde im März 2014 als Single veröffentlicht und brachte Howl eine Chartplatzierung in den britischen Charts. Die Albumveröffentlichung wurde aber mehrfach verschoben und fand nie statt. Howl geriet in eine persönliche Krise, über die nichts weiter bekannt ist. Sie führte schließlich zur Trennung von ihrem Label. Drei Jahre lang zog sie sich vollständig zurück. Erst ab 2018 veröffentlichte sie wieder neue Songs und die EP Work, ohne jedoch an den Karrierebeginn anknüpfen zu können.

## Diskografie
EPs
- Rumour (2013)
- No Strings (2013)
- Paper Heart (2013)
- Work (2018)

Lieder
- Rumour (2014)
- Disappointed (2014)
- Bad Dream (2015)
- No Strings (2016)
- Magnetic (2017)
- Call Out My Name (2018)
- Work (2018)
- 23 (2018)
- Millionaire (2019)
- In the Middle (Sad Banger) (2019)